# أمينة أكزناي
أمينة أكزناي (ولدت عام 1963 في الدار البيضاء، المغرب) فنانة تشكيلية مغربية ومهندسة معمارية، تشتهر بأعمالها الفنية المعاصرة. اشتملت أعمالها على تصميمات المجوهرات والتركيبات الفنية، التي تضم عناصر من التراث الثقافي المغربي بالإضافة إلى مواد مثل أزرار النسيج أو الورق أو بتلات الورد أو الأكياس البلاستيكية المحترقة. وقد أنشأت في العديد من المعارض منشآت فنية تركيبية.
بصرف النظر عن مشاركتها في عروض الفن والأزياء في المغرب وأوروبا، ظهرت أعمالها في الكتالوجات الفنية والمجلات وفي صحيفة فاينانشال تايمز البريطانية. تم توثيق إبداعاتها من قبل المصورة المغربية ليلى العلوي 

## سيرة شخصية
أكزناي هي ابنة الرسامة والنقاشة المغربية مليكة أغيزني، خريجة مدرسة الفنون الجميلة بالدار البيضاء، والتي أبدعت فيها أحيانًا أعمالًا فنية، على سبيل المثال في المعرض التركيبي بعنوان "التحول" في مؤسسة التجاري وفا بنك في الرباط 2018. تخرجت أمينة من المدرسة الثانوية في الدار البيضاء، ودرست في الولايات المتحدة وحصلت على درجة البكالوريوس في الهندسة المعمارية من الجامعة الكاثوليكية الأمريكية، واشنطن العاصمة، في عام 1989. بعد خمسة عشر عامًا في الولايات المتحدة، عملت هناك كمهندسة معمارية ثم عادت إلى المغرب في عام 1997 ومنذ ذلك الحين تعيش وتعمل في مراكش.

## السيرة الفنية

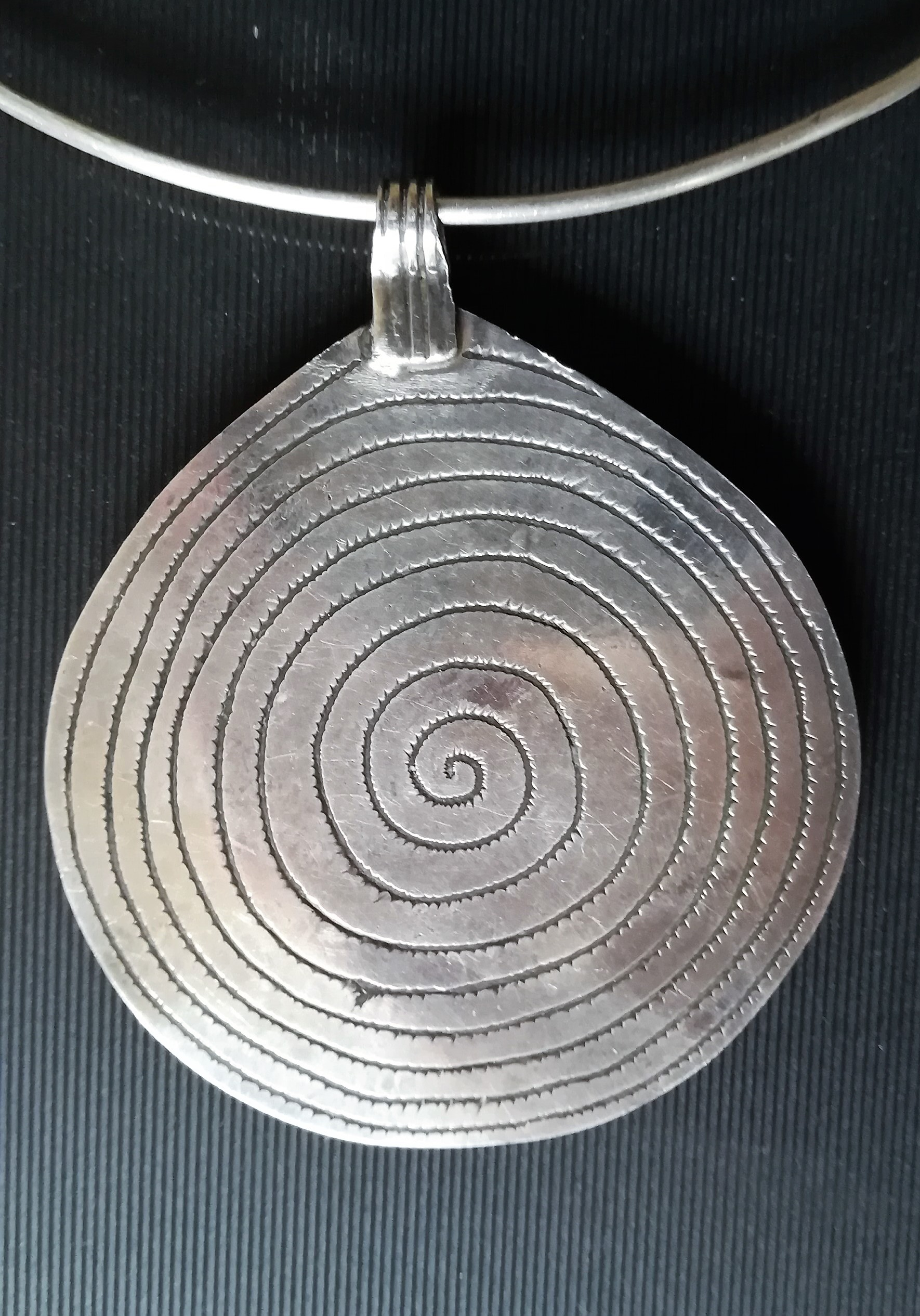
قلادة فضية بنمط حلزوني من المجوهرات البربرية المغربية التقليدية، الجانب التقليدي للقطعة ذات الاستخدام المزدوج

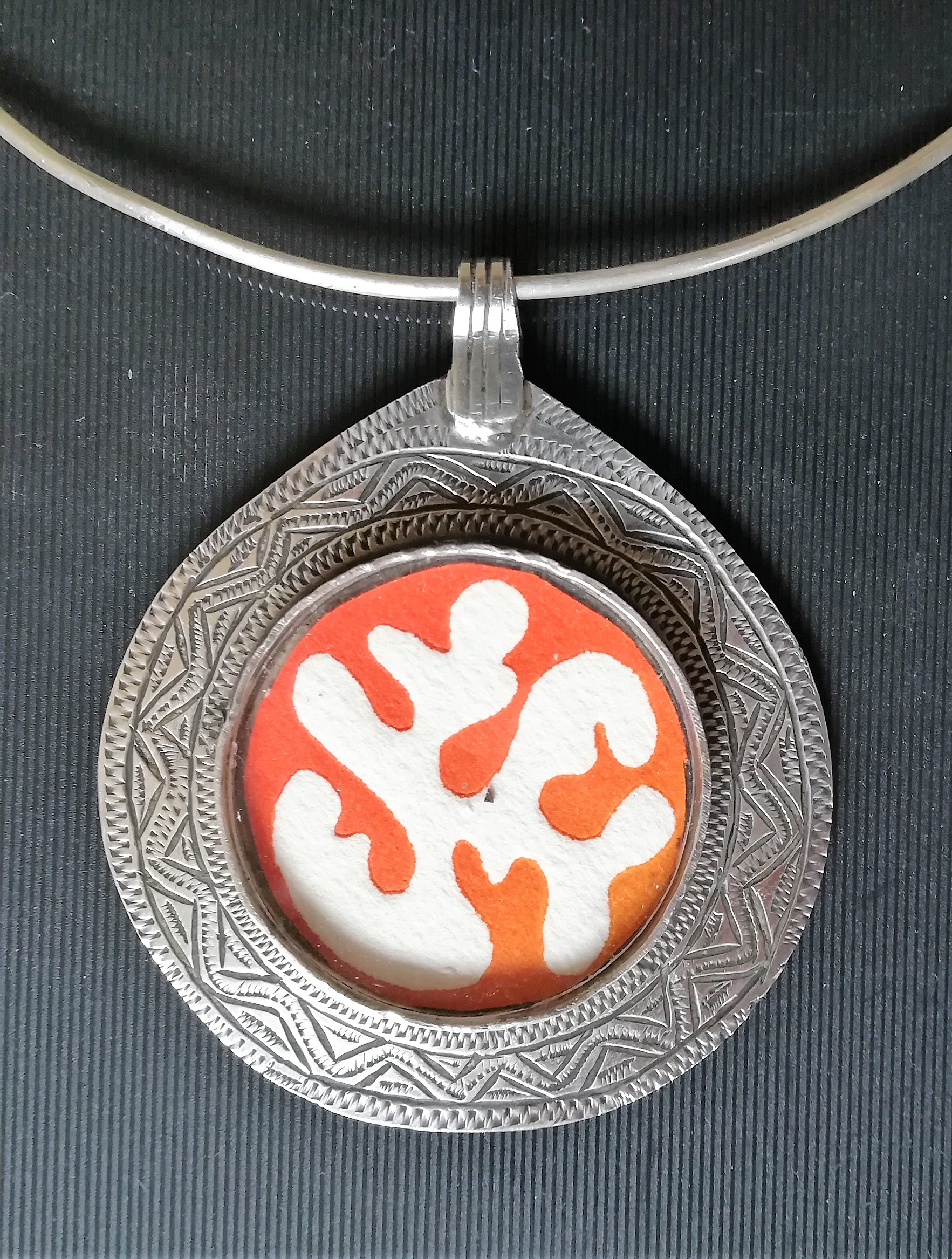
قلادة فضية بزخارف تقليدية منقوشة بتقنية التكفيت والتطبيق المعاصر، الجانب الحديث للقطعة ذات الاستخدام المزدوج

بعد تلقيها تدريبها الأول في تصميم المجوهرات في الولايات المتحدة، طورت أمينة هذا النوع من الإبداع الفني بلمسة معاصرة بعد عودتها إلى الدار البيضاء، باستخدام المجوهرات المغربية التقليدية والمواد ذات الأصل المحلي. عملت أمينة في ورش الحرف اليدوية التي درستها مع الحرفيين التقليديين مثل النساجين وعمال الأخشاب وعمال الجلود ونساجي السلال والحرف الأخرى. طبعت هذه التجربة جزءًا آخر من تأثيراتها الفنية.
خلال الحدث الثقافي "عام المغرب" في فرنسا عام 1999، قدمت مجموعتها الأولى من المجوهرات الشخصية المصنوعة من القطع الفضية التاريخية المستوحاة من التقاليد الأمازيغية مع إضافات خاصة بها. أحد الأمثلة على ذلك هو قرص فضي بنمط لولبي تقليدي من جانب مع لمسة معاصرة من أمينة أكزناي على الجانب الآخر. في العام التالي، أنشأت مجموعة أخرى تشمل أشكالا مختلفة من أزرار النسيج المصنوعة يدويًا (العقاد)، والتي تستخدم عادة في القفاطين التقليدية.
في مجموعتها الأولى في عرض أزياء القفطان السنوي في المغرب عام 2003، لجأت إلى مواد مثل بتلات الورد وقطع الخشب وعيدان القرفة وقدمت مجوهراتها مع مصمم الأزياء نور الدين أمير. في النسخة العاشرة من معرض القفطان في عام 2006، صنعت مجموعة أخرى بالكامل من الورق مستوحاة من عملها السابق في الهندسة المعمارية. في عام 2010، تحصلت على، مع ثلة من الفنانين، جائزة بيت البحر الأبيض المتوسط لمهن الموضة (بالفرنسية: Maison méditerranéenne des métiers de la mode)‏ من معهد البحر الأبيض المتوسط للأزياء في مرسيليا، وحصلت على جائزة أبن ماي ميد. في العام نفسه، ابتكرت إبداعا تكريميا لمصمم الأزياء الفرنسي التونسي عز الدين علاء على شكل عقد كبير من الأحجار الكريمة المربوطة في سلاسل حمراء وسوداء مع عناصر معدنية.
في 2012 أصدرت مجموعة فنية كأنها بيان فني حول التلوث البيئي من أكياس بلاستيكية محترقة. وبحسب إم. أنجيلا يانسن، فقد أسيء فهمها في المجتمع المغربي بسبب أفكارها غير التقليدية، بل واتُهمت بأنها ليست مغربية. ردت على هذا النقد قائلة: "أستطيع أن أقول على سبيل المثال إن الأحجار الحمراء تذكرني بمراكش والبيضاء بالدار البيضاء. لكن حتى لو كان الأمر كذلك، فالإبداع عملية لاشعورية ولا ينبغي استخدامها لتبرير مغربيتي في عملي".
حملت مشاركتها في دورة بينالي الفن المعاصر لعام 2019 في متحف محمد السادس للفن الحديث والمعاصر بالرباط اسم التجسيد المرئي: تصرف غير مرئي، في عمليتين. حكاية الغيب والصوف والصمت وتتألف من هياكل مجردة من الصوف تتخللها مجوهرات مدمجة.

## أعمال مختارة
- معهد العالم العربي، باريس، فرنسا، 1999
- جاليري ليه أطلساديس، المغرب، 2005
- الفن والتصميم، المتحف العالمي، روتردام، هولندا، 2005
- عرض فردي في أسبوع الموضة فيستيمود، الدار البيضاء، 2007
- بقاعة بنك الشركة العامة، الدار البيضاء، 2016
- مهرجان الفن المعاصر- أو راما، مرسيليا، فرنسا، 2017
- مؤسسة التجاري وفا بنك، الرباط، المغرب، 2018
- بينالي الفن المعاصر الرباط 2019
- Vestfossen Kunstlaboratorium، أوسلو، النرويج، 2019
- غاليري كريستين هيلليجيردي، لندن، 2019
- متحف مراكش للفن المعاصر، مراكش، 2019-2020
- المتحف الوطني لتاريخ الهجرة، باريس، 2021

## روابط خارجية
- فيديوهات أمينة أكزناي على Vimeo
- أمينة أكزناي على موقع arty.net
- أمينة أكزناي على Blogger